# How She Triumphed
How She Triumphed é um filme mudo do gênero romance dramático norte-americano de curta-metragem, dirigido por D. W. Griffith em 1911 e estrelado por Blanche Sweet. O filme é considerado perdido.

## Elenco
- Blanche Sweet
- Vivian Prescott
- Joseph Graybill
- Kate Bruce
- Florence La Badie
- Charles West